# Passage Saint-Ambroise
Le passage Saint-Ambroise est une voie du 11e arrondissement de Paris, en France.

## Situation et accès
Le passage Saint-Ambroise est situé dans le 11e arrondissement de Paris. Il débute au 27, rue Saint-Ambroise et se termine en impasse.

## Origine du nom
Cette rue doit son nom au voisinage de l'église Saint-Ambroise.

## Historique
Précédemment « impasse Saint-Ambroise », elle devient un passage qui est classé dans la voirie parisienne par arrêté du 25 janvier 1972.